# Powder River-bekken

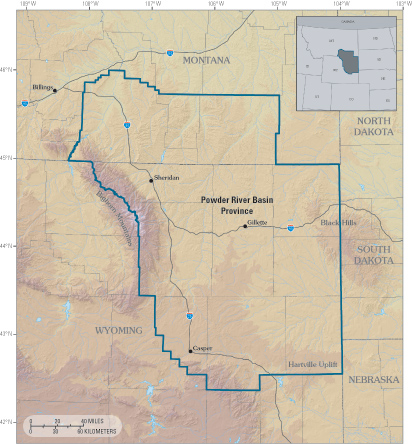
Powder River Basin

Wyodak Coal Mine

De Powder River-bekken is een bekken dat zich uitstrekt van het zuidoosten van de Amerikaanse staat Montana naar het noordoosten van Wyoming. Het gebied is ongeveer 320 kilometer lang van noord naar zuid en 190 kilometer breed van oost naar west. In het gebied zijn grote reserves van steenkool aangetroffen die ook op grote schaal worden geëxploiteerd. 
Het gebied ontleent zijn naam aan de Powder River, al zijn er ook andere rivieren die het gebied ontwateren. Enkele grote plaatsen in het gebied zijn Gilette en Miles City.
Het kent een steppeklimaat, met koude droge winters en hete zomers. De hoeveelheid neerslag is beperkt tot ongeveer 400 millimeter op jaarbasis en het meest valt gedurende de zomermaanden.
De steenkoolwinning is de belangrijkste economische activiteit. De steenkool ligt vlak onder het maaiveld en is door middel van dagbouw te winnen. Sinds 1988 is Wyoming de belangrijkste producent van steenkool in het land. In 2016 werd bijna 300 miljoen ton steenkool gewonnen, dit was ruim driemaal zoveel als in West-Virginia, dat met 80 miljoen ton op de tweede plaats stond. De Black Thunder Coal Mine is de grootste mijn met een jaarproductie van circa 100 miljoen ton. Met treinen wordt de steenkool naar de klanten vervoerd, de twee belangrijkste spoorwegmaatschappijen zijn Union Pacific Railroad en BNSF Railway. 